# Stefen Fangmeier
Stefen Markus Fangmeier (* 9. Dezember 1960 in El Paso, Texas, USA) ist ein US-amerikanischer Filmregisseur und Visual Effects Artist.

## Leben und Karriere
Fangmeiers Eltern kommen aus Deutschland, er selbst spricht neben Englisch auch Deutsch. Aufgewachsen ist er in Delmenhorst, wo sein Vater als Soldat der Deutschen Luftwaffe stationiert war. Nach einem Studium in Los Angeles hat er vornehmlich im Bereich der Visual Effects gearbeitet. Nachdem er als Second-Unit-Regisseur an Galaxy Quest – Planlos durchs Weltall und Dreamcatcher gearbeitet hatte, erfolgte im Jahr 2006 sein Regiedebüt mit dem Fantasyfilm Eragon – Das Vermächtnis der Drachenreiter.

## Filmografie (Auswahl)
Visual Effects
- 1991: Terminator 2 – Tag der Abrechnung (Terminator 2: Judgment Day)
- 1991: Hook
- 1993: Jurassic Park
- 1995: Casper
- 1996: Twister
- 1997: Speed 2 (Speed 2: Cruise Control)
- 1998: Small Soldiers
- 1998: Der Soldat James Ryan (Saving Private Ryan)
- 1999: Galaxy Quest – Planlos durchs Weltall (Galaxy Quest)
- 2000: Der Sturm (The Perfect Storm)
- 2002: Die Bourne Identität (The Bourne Identity)
- 2002: Signs – Zeichen (Signs)
- 2003: Dreamcatcher
- 2003: Master & Commander – Bis ans Ende der Welt (Master & Commander: The Far Side of the World)
- 2004: Lemony Snicket – Rätselhafte Ereignisse (Lemony Snicket’s A Series of Unfortunate Events)
- 2005: Sind wir schon da? (Are We There Yet?)
- 2008: Wanted
- 2012: Game of Thrones (Fernsehserie, 8 Folgen)
- 2014: Sin City 2: A Dame to Kill For (Sin City: A Dame to Kill For)

Regie
- 2006: Eragon – Das Vermächtnis der Drachenreiter (Eragon)

## Auszeichnungen
Neben vielen internationalen Preisen war Fangmeier bei den Oscarverleihungen 1997 (Twister), 2001 (Der Sturm) und 2004 (Master & Commander) dreimal für den Oscar nominiert, ging bislang aber leer aus.